# Dfree
Dfree è uno dei multiplex della televisione digitale terrestre a copertura nazionale presenti nel sistema DVB-T italiano. Appartiene a Prima TV, società del finanziere tunisino Tarak Ben Ammar.

## Caratteristiche
Il mux Dfree trasmette in SFN sul canale 23 della banda UHF IV in Piemonte, Valle d'Aosta, Lombardia e Liguria, sui canali 24 e 31 della banda UHF IV in Trentino-Alto Adige, sul canale 24 della banda UHF IV in Veneto, Marche, Abruzzo, Molise, Puglia, Basilicata e Calabria, sui canali 24 e 28 della banda UHF IV in Friuli-Venezia Giulia, sui canali 23 e 24 della banda UHF IV in Emilia-Romagna, Toscana, Umbria, Lazio, Campania e Sardegna e sui canali 24 e 34 della banda UHF IV in Sicilia.

## Storia

### 2004
- 3 febbraio 2004: attivazione di DFree sulle vecchie frequenze di TELE+ Nero con i canali televisivi Canale 5, Italia 1, Sportitalia, PrimaTV e LCI.
- 15 aprile 2004: aggiunto Radio Italia TV.

### 2005
- 22 agosto 2005: inseriti Rete 4 e Sportitalia 24 in sostituzione di Canale 5 e Radio Italia TV.
- 15 settembre 2005: inserito SI Solo Calcio.

### 2006
- 9 ottobre 2006: eliminato SI Solo Calcio.
- 26 dicembre 2006: aggiunto Tele Radio Padre Pio (inizialmente di durata mensile, l'accordo viene prorogato fino a luglio 2007).

### 2007
- 1º agosto 2007: inserito Mediashopping in sostituzione di Tele Radio Padre Pio.
- 22 novembre 2007: inserito Boing.

### 2008
- 8 gennaio 2008: eliminati Sportitalia, Sportitalia 24, Rete 4 e Italia 1.
- 19 gennaio 2008: aggiunti i canali Joi, Mya, Steel, Joi +1, Mya +1 e Steel +1.
- 22 gennaio 2008: eliminato Mediashopping.
- 27 giugno 2008: eliminato Boing e aggiunti Disney Channel e Disney Channel +1.
- 1º luglio 2008: inizio trasmissioni di Disney Channel e Disney Channel +1.
- 12 dicembre 2008: Eliminato Disney Channel +1 e introdotto Mediashopping.

### 2009
- 2 marzo 2009: Eliminato Mediashopping.
- 5 marzo 2009: Aggiunto il canale La Fattoria.
- 16 aprile 2009: Sostituito il canale La Fattoria con Premium Test.
- 24 aprile 2009: Eliminato Premium Test e attivati i canali Premium Cinema e Studio Universal.
- 5 maggio 2009: Eliminato Steel +1.
- 8 maggio 2009: Iniziano le trasmissioni dei canali Premium Cinema e Studio Universal.
- 16 novembre 2009: Modificato il sistema di numerazione dei canali (LCN).
- 19 novembre 2009: Eliminato il canale Mya +1 e aggiunti i canali Premium Cinema Emotion e Premium Cinema Energy.
- 20 novembre 2009: Iniziano le trasmissioni dei canali Premium Cinema Emotion e Premium Cinema Energy.

### 2010
- 10 novembre 2010: Aggiunto il canale di servizio Premium Net TV, per la sperimentazione del servizio OTTV che sfrutta la connessione internet.

### 2011
- 1º marzo 2011: Aggiunto BBC Knowledge ed eliminato Joi +1.
- 1º luglio 2011: Aggiunto Premium Crime ed eliminato Steel (trasferito sul mux Mediaset 1).

### 2012
- 18 dicembre 2012: Aggiunta la dicitura PROVVISORIO ai canali Studio Universal, Joi, Mya e BBC Knowledge.
- 27 dicembre 2012: Eliminati Studio Universal, Joi, Mya e BBC Knowledge.

### 2013
- 28 maggio 2013: Eliminati Premium Crime, Premium Cinema, Premium Cinema Energy e Premium Cinema Emotion e aggiunti Premium Play HD, Premium Cinema HD e Premium Calcio HD.
- 1º agosto 2013: Aggiunto Fox Sports.

### 2014
- 26 maggio 2014: Aggiunto Sportitalia.
- 23 settembre 2014: Aggiunta la dicitura "provvisorio" ai canali Premium Calcio HD e Fox Sports.
- 27 ottobre 2014: Aggiunti Premium Test 1, Premium Test 2 e Premium Test 3.
- 8 novembre 2014: Conclusi i test di trasmissione di Premium Test 1, Premium Test 2 e Premium Test 3.
- 11 novembre 2014: Aggiunto il canale Premium Prestige.
- 14 novembre 2014: Eliminati Premium Calcio HD - Provvisorio e Premium Play HD.
- 2 dicembre 2014: Eliminato Fox Sports - Provvisorio.

### 2015
- 7 gennaio 2015: Eliminato Premium Prestige.
- 23 giugno 2015: Aggiunti Disney Junior e Premium Cinema 2 HD.
- 5 agosto 2015: Aggiunta una copia di Sportitalia sull'LCN 60.
- 22 settembre 2015: Aggiunto Padre Pio TV.

### 2016
- 20 settembre 2016: Aggiunto Premium Cinema Energy HD.
- 1º ottobre 2016: Eliminati Disney Junior e Disney Channel, iniziate le trasmissioni di Premium Cinema Energy HD.

### 2017
- 15 maggio 2017: Aggiunti Radio Zeta e Radio Zeta HD.
- 21 giugno 2017: Eliminato Radio Zeta HD.

### 2018
- 15 gennaio 2018: Aggiunto Zelig243.
- 1º giugno 2018: Eliminati Premium Cinema HD, Premium Cinema 2 HD e Premium Cinema Energy HD; aggiunti Premium Cinema, Premium Cinema Energy, Premium Cinema Emotion e Premium Cinema Comedy.
- 20 novembre 2018: Eliminati Sportitalia dall'LCN 153 e Zelig243 e aggiunti TV 153 e TV 243.

### 2019
- 1º giugno 2019: In seguito alla chiusura di Mediaset Premium, i servizi disponibili e i canali presenti alle numerazioni 300 vengono disattivati. Inoltre a schermo vi è un cartello informativo.[1]
- 18 giugno 2019: Eliminati i cartelli e la numerazione automatica agli ex canali Premium.[2][3]
- 9 luglio 2019: Aggiunto Mediaset Italia Due, eliminato Premium Cinema Emotion.
- 20 novembre 2019: Aggiunti i canali radiofonici R101, Radio Monte Carlo, Radio 105 e Virgin Radio.

### 2020
- 30 marzo 2020: Eliminata la LCN a Radio Zeta.
- 1º aprile 2020: Eliminata Radio Zeta.
- 1º luglio 2020: Eliminato e chiuso Premium Cinema che diventa Premium Cinema 1. Chiusi Premium Cinema Energy e Premium Cinema Comedy. Aggiunti Radio 105 TV, R101 TV e Virgin Radio TV provenienti dal mux Mediaset 3.[4]
- 14 luglio 2020: Eliminati i cartelli di Premium Cinema Energy e Premium Cinema Comedy.[5]
- 29 luglio 2020: TV 153 passa in H.264.
- 26 agosto 2020: Aggiunto DONNASHOPPING.
- 16 settembre 2020: Fine delle trasmissioni per Mediaset Italia Due, che passa nel mux Mediaset 3, e aggiunto Premium Cinema 2.
- 2 ottobre 2020: Eliminato lo slot inattivo di Mediaset Italia Due.

### 2021
- 6 settembre 2021: Aggiunto FASCINO TV, canale copia di DONNA SHOPPING.
- 20 ottobre 2021: Aggiunto Mediaset Italia Due.
- 17 dicembre 2021: Aggiunto Deluxe 139.

### 2022
- 4 gennaio 2022: Eliminato Donna Shopping e rimossa la LCN a Sportitalia.
- 10 gennaio 2022: Fine trasmissioni per Premium Cinema 1 e Premium Cinema 2.
- 17 gennaio 2022: Eliminati Premium Cinema 1, Premium Cinema 2 e R101 TV, eliminato Mediaset Italia Due (LCN 66), rimossa la LCN 566 a Mediaset Italia Due e cambio di LCN da 157 a 66 per RADIO 105.
- 20 gennaio 2022: Aggiunta una copia di RADIO 105 alla LCN 566.
- 28 gennaio 2022: Aggiunti PRIMA FREE e TESORY CHANNEL.
- 1º febbraio 2022: Eliminato VIRGIN RADIO.
- 28 febbraio 2022: Aggiunto EQUtv.
- 8 marzo 2022: Eliminati Mediaset Italia Due e Sportitalia. Aggiunti Cine34 (provvisorio), Focus (provvisorio), TOPcrime (provvisorio) e Mediaset Extra (provvisorio).
- 15 marzo 2022: Mediaset Extra (provvisorio) cambia LCN da 555 a 556 essendo la LCN 555 di proprietà del Centro Televisivo del Vaticano.
- 4 aprile 2022: Aggiunti LA 242 e Canale 263, canali copie di TV 153.
- 30 maggio 2022: PADRE PIO TV passa in MPEG-4, eliminati Deluxe 139, TV 153, PRIMA FREE, TESORY CHANNEL, FASCINO TV, LA 242, TV 243 e Canale 263.
- 1º giugno 2022: Aggiunti Sky Sport Uno HD e Sky Sport Calcio HD.
- 28 giugno 2022: Eliminati RADIO 105, Cine34 (provvisorio), Focus (provvisorio) e i canali radiofonici Radio R101, Radio Monte Carlo, RADIO 105 e VIRGIN RADIO. Aggiunti DELUXE 139, ArteInvestimenti, Iris (provvisorio), 27Twentyseven (provvisorio) e La5 (provvisorio).
- 29 giugno 2022: Aggiunto CUSANO ITALIA TV +1.
- 18 luglio 2022: Rinominato CUSANO ITALIA TV +1 in CUSANO NEWS 7.
- 10 agosto 2022: Aggiunto ZONA DAZN 2.
- 31 agosto 2022: Aggiunti PRIMA FREE alla LCN 170 e la sua copia identificata FASCINO TV alla LCN 231.
- 15 settembre 2022: Aggiunto BOM CHANNEL.
- 26 settembre 2022: ArteInvestimenti passa all'alta definizione.
- 17 novembre 2022: Aggiunta una copia di PRIMA FREE identificata FASCINO TV alla LCN 157.
- 21 dicembre 2022: Eliminati Iris (provvisorio), 27Twentyseven (provvisorio), La5 (provvisorio), TOPcrime (provvisorio) e Mediaset Extra (provvisorio). FASCINO TV (157) trasmette una programmazione propria. Aggiunto DONNASHOPPING.

### 2023
- 3 gennaio 2023: Rinominato FASCINO TV (LCN 231) in UNO TV.
- 18 maggio 2023: Aggiunti Canale 165 e Tesory Channel.
- 31 maggio 2023: Eliminato DONNASHOPPING. Aggiunti Maria Vision, ARTEORA TV (copia di FASCINO TV) e 269 ITALIA (copia di Canale 165).
- 11 giugno 2023: Rinominato Sky Sport Uno HD in Sky Sport Summer HD.
- 15 giugno 2023: Eliminato 269 ITALIA.
- 9 agosto 2023: Aggiunti GENIUS 240 e 269ITALIA.
- 11 agosto 2023: Rinominati Sky Sport Summer HD in Sky Sport Summer e Sky Sport Calcio HD in Sky Sport Calcio.
- 31 agosto 2023: Aggiunti CANALE168 e CANALE169.
- 4 settembre 2023: Rinominato Sky Sport Summer in Sky Sport Uno.
- 3 ottobre 2023: Aggiunti RETE CAPRI (copia di FASCINO TV) e Teleshopping (copia di GENIUS 240).
- 24 novembre 2023: Eliminato RETE CAPRI (copia di FASCINO TV).
- 4 dicembre 2023: Aggiunti PRIMASET e MEDIATEXT.IT. Fine delle trasmissioni per Sky Sport Calcio che trasmette un cartello informativo.
- 11 dicembre 2023: Eliminato Sky Sport Calcio.
- 12 dicembre 2023: Aggiunto Byoblu.
- 14 dicembre 2023: Aggiunto LINEAGEM.
- 18 dicembre 2023: Rinominato LINEAGEM in Lineagem.

### 2024
- 22 gennaio 2024: Fine delle trasmissioni per 269ITALIA che trasmette a schermo nero.
- 23 gennaio 2024: Rinominato MEDIATEXT.IT in ORLERTV.
- 29 gennaio 2024: Aggiunta Radio Radio.
- 1º febbraio 2024: Rinominato Radio Radio in Radio Radio TV.
- 16 febbraio 2024: FASCINO TV passa all’alta definizione.
- 27 febbraio 2024: Aggiunto BABEL in modalità HbbTV.
- 1º marzo 2024: Aggiunto ITCHANNEL.
- 11 marzo 2024: Eliminato ITCHANNEL.
- 13 marzo 2024: Aggiunto Sct Passion in modalità HbbTV.
- 21 marzo 2024: Aggiunto PIANETA TV.
- 26 marzo 2024: Aggiunta una copia di Tesory Channel alla LCN 152.
- 2 aprile 2024: Aggiunti TCI e SUPERSIX TV in modalità HbbTV.
- 17 aprile 2024: Aggiunto NTR RADIO 264 MUSIC TV.
- 23 aprile 2024: Aggiunto SICILIA 242.
- 3 maggio 2024: Rinominato PIANETA TV in 169 pianeta tv e risulta ora una copia di CANALE169.
- 4 giugno 2024: Eliminato Sct Passion.
- 21 giugno 2024: Eliminato 169 pianeta tv (copia di CANALE169), 269ITALIA riprende le trasmissioni di Canale 178.
- 24 giugno 2024: Fine delle trasmissioni per Sky Sport Uno che trasmette un cartello informativo.
- 1º luglio 2024: Eliminati Sky Sport Uno e ZONA DAZN 2.
- 29 luglio 2024: Eliminato ARTEORA TV (copia di FASCINO TV).
- 22 agosto 2024: EQUtv passa all’alta definizione.
- 19 settembre 2024: Aggiunto AP CHANNEL (copia di 269ITALIA).
- 29 settembre 2024: Ripartita la programmazione di AP CHANNEL sulla LCN 220 e 269.
- 29 ottobre 2024: Teleshopping trasmette una propria programmazione, aggiunti RADIO ROMA NETWORK e ADNPLAY in modalità HbbTV.
- 20 novembre 2024: Aggiunto Radio Margherita Più in modalità HbbTV.
- 28 novembre 2024: Aggiunto MOMENTO TV in modalità HbbTV, Byoblu passa all'alta definizione.
- 5 dicembre 2024: Rinominato ArteInvestimenti in arte iN.
- 6 dicembre 2024: Rinominato arte iN in ArteIN, fine delle trasmissioni per CUSANO NEWS 7 che trasmette un comunicato stampa.
- 9 dicembre 2024: Eliminato UNO TV (copia di PRIMA FREE).
- 30 dicembre 2024: Lineagem trasmette nel formato video 4:3.

### 2025
- 13 gennaio 2025: Teleshopping passa in HEVC SD.
- 14 gennaio 2025: Teleshopping passa nuovamente in MPEG-4.
- 5 febbraio 2025: CUSANO NEWS 7 passa in definizione standard.
- 8 febbraio 2025: Lineagem torna a trasmettere nel formato video 16:9.
- 26 febbraio 2025: Aggiunti Onair tv e Plus Tv in modalità HbbTV, rinominato Plus Tv in My Plus Tv.
- 13 marzo 2025: Rinominato Onair tv in Onair Italia.
- 19 marzo 2025: Aggiunto ARTEORA TV in modalità HbbTV.
- 16 aprile 2025: Fine delle trasmissioni per CUSANO NEWS 7 che trasmette in alta definizione un cartello informativo. Aggiunto CANALE 122 in alta definizione.
- 28 aprile 2025: Aggiunti Terre Euganee Channel, Nexum Channel e 9Novanta in modalità HbbTV. Eliminato CUSANO NEWS 7.
- 20 maggio 2025: Aggiunto Satisfaction TV in modalità HbbTV.
- 31 luglio 2025: Aggiunto FIRE TV (copia di Teleshopping).

## Servizi
Sul multiplex Dfree sono presenti canali televisivi in chiaro di diversi editori.

### Canali televisivi
| LCN     | Canale                 | Note           |
| ------- | ---------------------- | -------------- |
| 68      | BOM CHANNEL            | FTA            |
| 122     | CANALE 122             | FTA (HDTV)     |
| 132     | Lineagem               | FTA            |
| 133     | ArteIN                 | FTA (HDTV)     |
| 139     | DELUXE 139             | FTA            |
| 145     | PADRE PIO TV           | FTA            |
| 147 225 | FIRE TV Teleshopping   | FTA            |
| 149     | PRIMASET               | FTA            |
| 151     | EQUtv                  | FTA (HDTV)     |
| 152 228 | Tesory Channel         | FTA            |
| 157     | FASCINO TV             | FTA (HDTV)     |
| 165     | Canale 165             | FTA            |
| 166     | ORLERTV                | FTA            |
| 168     | CANALE168              | FTA            |
| 169     | CANALE169              | FTA            |
| 170     | PRIMA FREE             | FTA            |
| 220 269 | AP CHANNEL 269ITALIA   | FTA            |
| 222     | RADIO ROMA NETWORK     | cartello HbbTV |
| 231     | Terre Euganee Channel  | cartello HbbTV |
| 240     | GENIUS 240             | FTA            |
| 242     | SICILIA 242            | FTA (HDTV)     |
| 244     | BABEL                  | cartello HbbTV |
| 248     | TCI                    | cartello HbbTV |
| 251     | MOMENTO TV             | cartello HbbTV |
| 253     | Radio Radio TV         | FTA            |
| 254     | ADNPLAY                | cartello HbbTV |
| 255     | Maria Vision           | FTA            |
| 256     | Onair Italia           | cartello HbbTV |
| 262     | Byoblu                 | FTA (HDTV)     |
| 264     | NTR RADIO 264 MUSIC TV | FTA            |
| 267     | ARTEORA TV             | cartello HbbTV |
| 401     | Satisfaction TV        | cartello HbbTV |
| 402     | My Plus Tv             | cartello HbbTV |
| 403     | Nexum Channel          | cartello HbbTV |
| 825     | Radio Margherita Più   | cartello HbbTV |
| 833     | SUPERSIX TV            | cartello HbbTV |
| 990     | 9Novanta               | cartello HbbTV |